# Лесик Роман Богданович
Лесик Роман Богданович (нар. 20 жовтня 1968, Старий Самбір) — український хімік-фармацевт, доктор фармацевтичних наук. Професор кафедри фармацевтичної, органічної і біоорганічної хімії (від 2005), декан фармацевтичного факультету (2004—2014), проректор з міжнародних зв'язків (2014—2015). Від 2015 року завідувач кафедри фармацевтичної, органічної і біоорганічної хімії Львівського національного медичного університету імені Данила Галицького. Почесний доктор (Doctor Honoris Causa) Познанського медичного університету імені Кароля Марцінковського (Польща, 2019). Лауреат Державної премії України в галузі науки і техніки (2019). Один із 2% найцитованіших науковців світу за даними 2021 року у Scopus.

## Біографія
З 1993 р. Лесик Роман Богданович викладає у Львівському державному медичному інституті (від 1996 р. — університеті, від 1998 р. — університеті імені Данила
Галицького, від 2003 р. — національному медичному університеті імені Данила Галицького): аспірант (1993—1996), асистент (1996—2000), доцент (2000—2003), докторант (2003—2005), професор (від 2005) кафедри фармацевтичної, органічної і біоорганічної хімії, декан фармацевтичного факультету (2004—2014), проректор з міжнародних зв'язків (2014—2015). Від 2015 року завідувач кафедри фармацевтичної, органічної і біоорганічної хімії Львівського національного медичного університету імені Данила Галицького.
Член редакційних колегій журналів «Scientia Pharmaceutica» (Австрія), «Farmacia Szpitalna w Polsce i na swiecie» (Польща), «Current Issues in Pharmacy and Medical Sciences» (Польща), ICRN Pharmaceutics (США), «Клінічна фармація, фармакотерапія та медична стандартизація», «Фармацевтичний часопис», «Acta Medica Leopoliensia»; рецензент журналів «European Journal of Medicinal Chemistry», «Bioorganic and Medicinal Chemistry», «Medicinal Chemistry Research», «Journal of Heterocyclic Chemistry», «Future Medicinal Chemistry», «Journal of Medical Science».
Заслужений діяч науки і техніки України (2020).

## Наукові здобутки
Автор понад 500 наукових та навчально-методичних праць, серед них 30 патентів України, монографія, підручник. Підготував 14 кандидатів наук. Напрями наукових досліджень: фармацевтична та медична хімія; синтез гетероциклічних сполук (похідних тіазолідину, імідазолідину, тіопірано[2,3-d]тіазолу, тощо) як потенційних протиракових, протизапальних, антиконвульсантних, антимікробних, противірусних та протитуберкульозних лікарських засобів; принциповим підходом до реалізації наукових досліджень є раціональний дизайн біомолекул на основі поєднання традиційного органічного синтезу та інноваційних технологій, таких як молекулярний докінг, QSAR-аналіз, високоефективний та віртуальний скринінг, комбінаторна хімія як елемент спрямованого пошуку біологічно активних сполук.

## Основні праці
- Синтез, перетворення та біологічна активність моно-, ди- та трициклічних похідних тіазолідину (канд. дис.). — Львів, 1996;
- Синтез та біологічна активність конденсованих і неконденсованих гетероциклічних систем на основі 4-азолідонів (докт. дис.). — Львів, 2005;
- Спрямований синтез біологічно активних сполук на основі 4-тіазолідонів // Журн. орг. фарм. хімії. — 2003. — № 1-2 (співавт.);
- Фармацевтична хімія (стероїдні гормони, їх синтетичні замінники і гетероциклічні сполуки як лікарські засоби): Підручник. — Вінниця, 2003 (співавт.);
- Synthesis and antinflammatory activity of some 2-arylamino-2-thiazoline-4-ones // Acta Pol Pharm-Drug. Res. — 2003. — № 6 (співавт.);
- 4-Thiazolidones: Centenarian history, current status and perspectives for modern organic and medicinal chemistry // Curr. Org. Chem. — 2004, № 16 (співавт.);
- 4-Тіазолідони. Хімія, фізіологічна дія, перспективи: Монографія. — Вінниця, 2004 (співавт.);
- Anticancer thipyrano[2,3-d][1,3]thiazol-2-ones with norbornane moiety. Synthesis, cytotoxicity, physico-chemical properties, and computational studies // Bioorg. Med. Chem. — 2006. — № 12 (співавт.);
- New substituted thiazolo[3,2-b][1,2,4]triazol-6-ones: Synthesis and anticancer evaluation // Eur. J. Med. Chem. — 2007. — № 5 (співавт.);
- Synthesis and anticancer activity of novel thiopyrano[2,3-d]thiazole-based compounds containing norbornane moiety // J. Sulf. Chem. — 2008. — № 2 (співавт.);
- A new domino-Knoevenagel-hetero-Diels-Alder reaction // Tetrahedron. Lett. — 2008, № 31 (співавт.);
- Synthesis of novel thiazolone-based compounds containing pyrazoline moiety and evaluation of their anticancer activity. Eur. J. Med. Chem. — 2009. — № 4 (співавт.).